# Sybilla Jerozolimska
Sybilla Jerozolimska, fr. Sibylle de Jérusalem (ur. 1159 lub 1160, zm. 25 lipca 1190) – hrabina Jafy i Aszkelonu (1176–1186), królowa Jerozolimy (1186–1190).

## Życiorys
Sybilla była najstarszym dzieckiem Amalryka I i jego pierwszej żony Agnieszki z Courtenay, a jej młodszym bratem był Baldwin IV Trędowaty. Małżeństwo jej rodziców unieważniono, a jej ojciec w 1167 ożenił się z Marią Komneną i miał z nią przyrodnią siostrę Sybilli – Izabelę. Sybilla została wychowana przez swoją cioteczną babkę – Jowitę z Betanii, siostrę królowej Melisandy, przełożoną sióstr św. Łazarza w Betanii. W 1169 jej ojciec wysłał Fryderyka de la Roche, arcybiskupa Tyru, do Europy aby zdobył pomoc (również materialną) dla państw krzyżowców i zaaranżował małżeństwo Sybilli. Fryderyk przekonał Stefana I z Sancerre, młodego szlachcica spokrewnionego z europejskimi władcami, do poślubienia Sybilli. Stefan przybył do Jerozolimy, ale rozmyślił się i wrócił do Francji.
Ojciec Sybilli zmarł w 1174, a królem został jej brat chory na trąd – Baldwin IV. Regentem królestwa został najpierw Miles de Plancy, a potem Rajmund z Trypolisu. W 1176 Baldwin i Rajmund zaaranżowali małżeństwo Sybilli z Wilhelmem Długim Mieczem z Montferratu, najstarszym synem markiza Wilhelma V, kuzynem króla Ludwika VII Francuskiego i cesarza Fryderyka Barbarossy. Sybilla otrzymała tytuł hrabiny Jafy i Aszkelonu, który wcześniej należał do jej matki Agnieszki. Para pobrała się na jesieni 1176, a Wilhelm zmarł w czerwcu następnego roku pozostawiając ciężarną Sybillę. Z Wilhelmem Sybilla miała syna:
- Baldwina V (1178–1186), przyszłego króla Jerozolimy.

Owdowiała księżniczka – następczyni tronu, była świetną partią dla europejskich rycerzy, ale niektórym z nich przeszkadzał fakt, że ma już syna. Filip, hrabia Flandrii, brat cioteczny Sybilli (jego matka, Sybilla Andegaweńska była przyrodnią siostrą ojca Sybilli), przybył do Jerozolimy w 1177 i zażądał, aby księżniczka poślubiła jednego z jego wasali. Wysoka Rada Jerozolimy z Baldwinem z Ibelinu na czele odmówiła, a obrażony Filip udał się do Antiochii.
W 1180, matka Sybilli wydała ją za mąż za Gwidona de Lusignan (zm. w 1194), rycerza dopiero co przybyłego do Jerozolimy, a późniejszego króla Jerozolimy i Cypru. Gwidon był młodszym bratem konstabla Jerozolimy – Amalryka de Lusignan. Z drugiego małżeństwa Sybilla miała dwie córki:
- Alicję (ur. ?, zm. 1190),
- Marię (ur. ?, zm. 1190).

W tym samym roku młodsza siostra Sybilli – Izabela, poślubiła Onufrego IV z Toron, którego ojczymem był Rejnald z Chatillon. Baldwin IV nie lubił Gwidona i na miejsce Sybilli uczynił następcą tronu jej syna, a swojego siostrzeńca – przyszłego Baldwina V. W 1184 próbował unieważnić małżeństwo Sybilli, a w 1185 zmarł bezpotomnie. Nowy, małoletni król Baldwin V był chorowitym dzieckiem i zmarł rok później. Od 1186 Jerozolimą władała Sybilla jako królowa, razem z Gwidonem, który był de jure królem Jerozolimy. Sybilla zmarła w lipcu 1190, w czasie epidemii podczas oblężenia Akki. Jej dwie córki zmarły zaledwie kilka dni przed nią. Jej owdowiały mąż utracił prawo do korony i królową została młodsza siostra Sybilli – Izabela ze swoim drugim mężem – Konradem z Montferratu (młodszym bratem pierwszego męża Sybilli).
Pojawia się w powieści Zofii Kossak Król trędowaty oraz w filmie Królestwo niebieskie Ridleya Scotta (2005), gdzie zagrała ją Eva Green.